# Mission Santa Cruz
La mission Santa Cruz (nom complet en espagnol : Misión la exaltación de la Santa Cruz) est une mission espagnole en Californie fondée par les Franciscains espagnols en 1791, à Santa Cruz, en Californie. Elle a été nommée après l'exaltation de la Sainte-Croix.

## Histoire

### Fondation
La mission Santa Cruz est la 12e des 21 missions espagnoles en Californie. Le nom de la mission est attribué par l'explorateur Gaspar de Portolà en 1769 où il érige une croix. Elle est consacrée par le père Fermín Lasuén en août 1791.
La mission est d'abord développée par les pères Alonzo Salazar and Baldomero Lopez. La mission Santa Clara de Asís leur fournit des vaches, des bœufs et des chevaux, la mission San Carlos Borromeo leur fournit sept ânes, et la mission Saint-François-d'Assise soixante moutons, dix béliers et de l'orge. Le redwood trouvé dans les environs est utilisé pour dresser les baraquements. La première église, dénuée de fondation solide, est érigée le 25 septembre 1791. Elle est emportée et complètement rasée par une montée des eaux de la rivière San Lorenzo l'hiver qui suit. La seconde mission est reconstruite au sommet d'une colline. Un clocher contenant neuf cloches est dressé.
En 1796, la mission enregistre 523 occupants. En 1814, la mission compte déjà 3.300 bœufs, 3.500 moutons, 600 chevaux, 25 ânes et 46 porcs. 1.684 personnes ont été baptisées dans la mission.

### Déclin
En 1818, les habitants du village établi illégalement sur les terres de la mission par le gouverneur Diego de Borica pillent la mission. En 1834, la mission, alors composée de 32 bâtiments, est sécularisée. En 1840, un tremblement de terre provoque l'éçroulement du clocher. Circa 1850, le peintre français Léon Trousset peint la première dépiction connue de la mission qui contient une église et des murs de part et d'autre de l'édifice religieux,. En 1857, un nouveau tremblement de terre détruit une nouvelle fois le clocher, reconstruit en bois l'année suivante, et non plus en adobe. Les neuf cloches sont envoyées à la mission de San Francisco (qui les utilise toujours aujourd'hui). En 1859, le diocèse de Monterey devient propriétaire et opérateur de la mission.
Dans les années 1880, l'Église catholique reconstruit l'église dans un style gothique, ne laissant aucune trace des influences espagnoles.

### Conservation
Dans les années 1930, une réplique (moitié de sa taille originale) de l'ancienne église est érigée tout près du site original. Le projet est financé par Gladys Sullivan Doyle, fille d'un sénateur américain.
La mission est enregistrée à la liste California Historical Landmark le 8 août 1939. Dans les années 1950, le California Department of Parks and Recreation rachète le terrain et ses bâtiments.
Des excavations dans les années 1980 révèlent que le seul bâtiment d'origine encore debout, une maison en adobe, servait de logement pour des familles natives ohlones and yokuts.

## Description
La mission Santa Cruz est la 12e des 21 missions espagnoles de Californie. La mission est située dans le Santa Cruz Mission State Historic Park qui est géré par le California Department of Parks and Recreation.

## Galerie

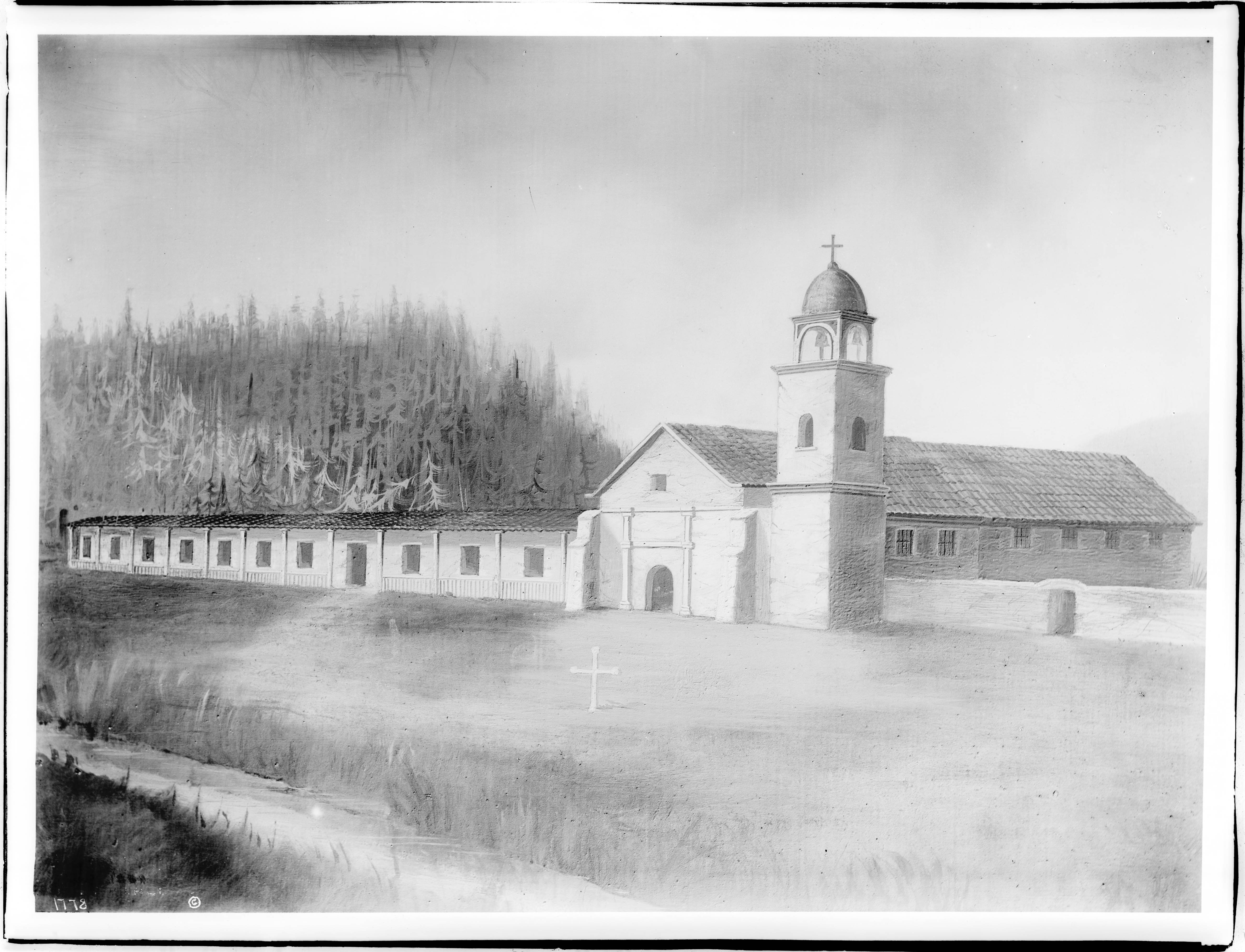
Peinture de la mission, c. 1904.
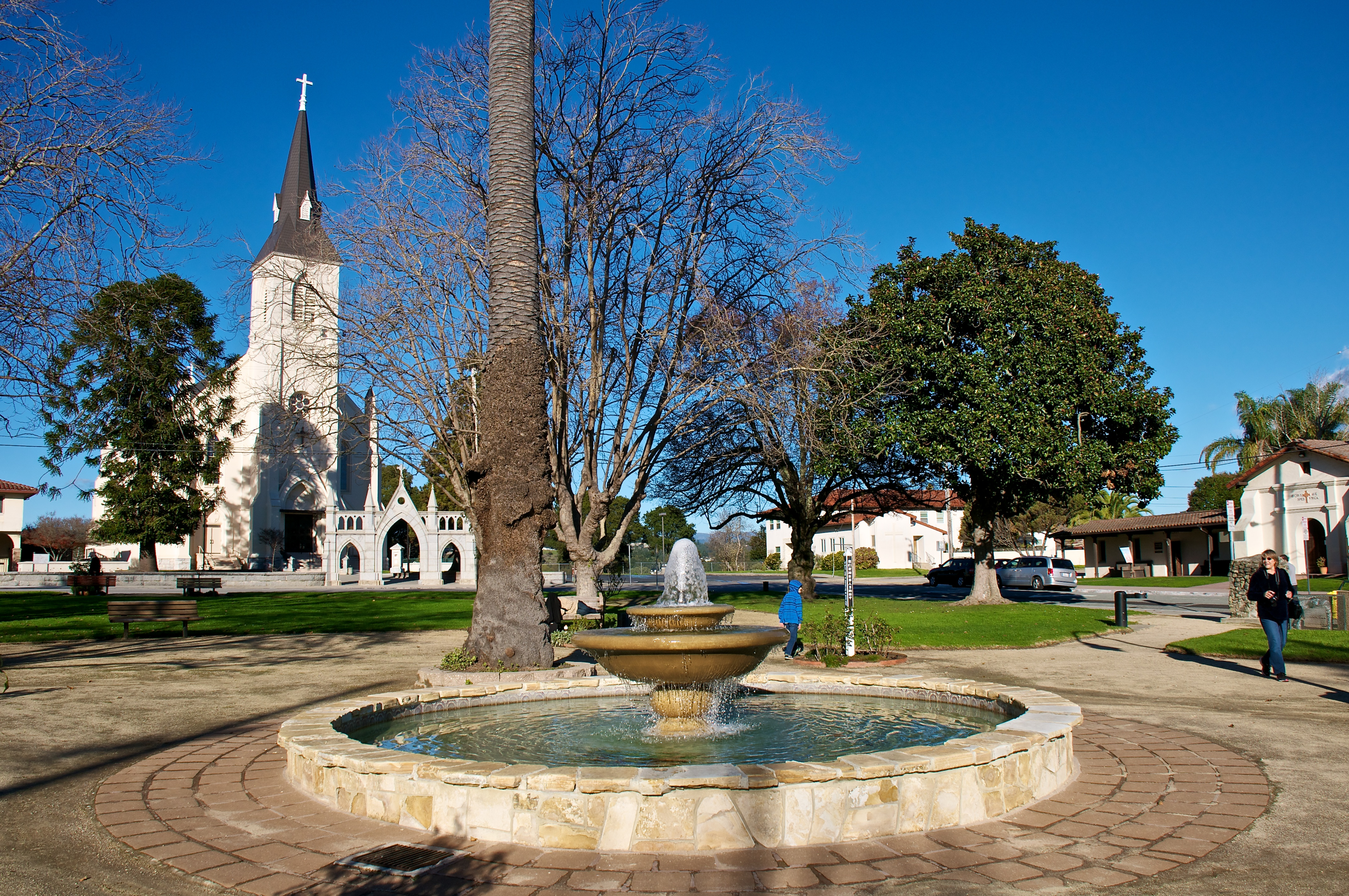
Photo de la mission, 2012.